# 克罗原则
克罗原则（Krogh's principle）是生物学中的一个原则，指对大多数问题，总会有某种动物最适合于这一问题的研究。这一原则在依赖比较方法的领域，如神经行为学、比较生理学、功能基因组学等中，都有广泛的应用。
克罗原则是以丹麦生理学家、诺贝尔奖得主奥古斯特·克罗的名字命名的。1975年，另一诺贝尔奖得主、生物化学家汉斯·阿道夫·克雷布斯最早使用了这一术语。